# Conferência de Nyon

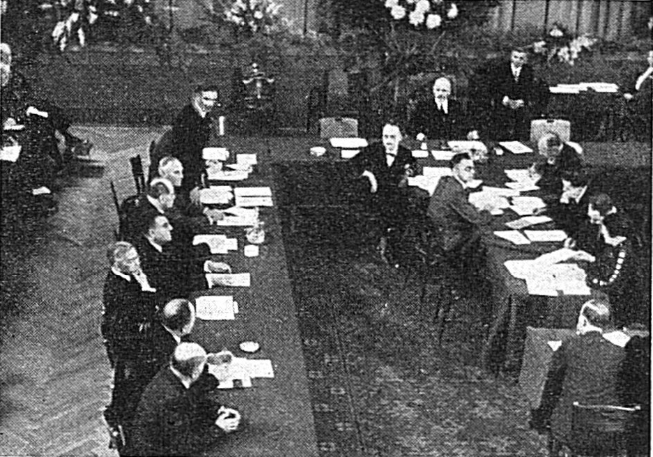
Foto tirada durante Conferência de Nyon

A Conferência de Nyon foi uma conferência diplomática realizada em Nyon, na Suíça, em 10 de setembro de 1937 para tratar dos ataques a navios internacionais no Mar Mediterrâneo durante a Guerra Civil Espanhola. A conferência foi convocada em parte porque a Itália vinha realizando uma guerra submarina irrestrita, embora o acordo final da conferência não acusasse a Itália diretamente; em vez disso, os ataques foram referidos como "pirataria" por um corpo não identificado. A Itália não estava oficialmente em guerra, nem nenhum submarino se identificou. A conferência foi concebida para fortalecernão intervenção na Guerra Civil Espanhola. O Reino Unido e a França lideraram a conferência, que também contou com a presença da Bulgária, Egito, Grécia, Romênia, Turquia, União Soviética e Iugoslávia.
O primeiro acordo, assinado em 14 de setembro de 1937, incluía planos para contra-atacar submarinos agressivos. Patrulhas navais foram estabelecidas; o Reino Unido e a França deveriam patrulhar a maior parte do Mediterrâneo ocidental e partes do leste, e os outros signatários deveriam patrulhar suas próprias águas. A Itália teria permissão para aderir ao acordo e patrulhar o mar Tirreno, se assim o desejasse. Um segundo acordo ocorreu três dias depois, aplicando disposições semelhantes aos navios de superfície. A Itália e a Alemanha não compareceram, embora a primeira tenha iniciado patrulhas navais em novembro. Em contraste marcante com as ações do Comitê de Não-Intervenção e da Liga das Nações, esta conferência conseguiu prevenir ataques de submarinos.
Nyon foi caracterizado como "um paraíso para apaziguadores. A ficção de que os ataques a navios mercantes no Mediterrâneo foram culpa de 'piratas desconhecidos' foi totalmente tolerada. [Isso] preservou o status quo naval no Mediterrâneo até o final da Guerra Civil Espanhola. Guerra: os franquistas recebiam o que queriam, os republicanos recebiam muito pouco".